# Филип Вилхелм (Бранденбург-Швет)
Филип Вилхелм фон Бранденбург-Швет (на немски: Philipp Wilhelm von Brandenburg-Schwedt; * 19 май 1669 в дворец Кьонигсберг; † 19 декември 1711 в дворец Шведт) от династията Хоенцолерн е маркграф на Бранденбург-Швет и щатхалтер на херцогство Магдебург от 1692 до 1711 г.
 Той има титлата „маркграф фон Бранденбург, принц фон Прусия“.
Той е най-възрастният син на великия курфюрст Фридрих Вилхелм фон Бранденбург (1620 – 1688) и втората му съпруга принцеса Доротея София фон Холщайн-Глюксбург (1636 – 1689), дъщеря на херцог Филип фон Шлезвиг-Холщайн-Зондербург-Глюксбург.
На 3 март 1692 г. той се разбира с полубрат си курфюрст Фридрих III за издръжката си и получава общо 66 000 талери.
Филип Вилхелм се жени на 25 януари 1699 г. за принцеса Йохана Шарлота (1682 – 1750), дъщеря на княз Йохан Георг II от Анхалт-Десау.
Филип Вилхелм участва като генерал в походите против Франция. Полубрат му курфюрст Фридрих III (по-късният пруски крал Фридрих I) му дава множество полкове. Той става щатхалтер на Магдебург и е издигнат от университета в Хале за „Rector magnificentissimus“.
След смъртта му пруският крал (Фридрих I или Фридрих Вилхелм I) поема опекунството за малолетния му син.

## Деца
Филип Вилхелм се жени на 25 януари 1699 г. за принцеса Йохана Шарлота фон Анхалт-Десау (* 6 април 1682 в Десау; † 31 март 1750 в Херфорд), дъщеря на княз Йохан Георг II фон Анхалт-Десау и Хенриета Катарина фон Насау-Орания. Като вдовица тя става княжеска абатеса на манастир Херфорд. Те имат децата:
- Фридрих Вилхелм (1700 – 1771), маркграф на Бранденбург-Швет

∞ 1734 принцеса София Пруска (1719 – 1765)
- Фридерика Доротея Хенриета (1700 – 1701)
- Хенриета Мария (1702 – 1782)

∞ 1716 наследствен принц Фридрих Лудвиг фон Вюртемберг (1698 – 1731), син на херцог Еберхард Лудвиг фон Вюртемберг
- Георг Вилхелм (*/† 1704)
- Фридрих Хайнрих (1709 – 1788), маркграф на Бранденбург-Шведт

∞ 1739 принцеса Леополдина фон Анхалт-Десау (1716 – 1782)
- Шарлота (1710 – 1712)

От извънбрачна връзка:
- Филипина, ∞ Фридрих Габриел фон Кюлен († 1768), син на генералмайор Йохан Габриел Михаел фон Кюлен